# Anahí Ballent
Anahí Ballent és una arquitecta argentina. Les seves recerques s'han enfocat prioritàriament en la construcció dels dispositius de l'hàbitat a Argentina. Entre els seus llibres destaquen Les petjades de la política. Habitatge, ciutat, peronisme a Buenos Aires, 1943-1955 i, amb Jorge Francisco Liernur, La casa i la multitud. Habitatge, política i cultura en l'Argentina Moderna.

## Biografia
Anahí Ballent va néixer en Tandil en 1956. És professora titular de la Universitat de Quilmes, des de 1998, i investigadora del CONICET. Anahí Ballent és arquitecta per la Facultat d'Arquitectura i Urbanisme, Universitat Nacional de la Plata, títol obtingut en 1981 i Doctora en Història per la Universitat de Buenos Aires, Especialitat Historia, Facultat de Filosofia i Lletres, en 1997.

## Trajectòria
En els inicis de la seva carrera va treballar com a Secretària Tècnica de l'Institut d'Art Americà i Recerques Estètiques «Mario J. Buschiazzo», FADU, UBA, entre 1989-1990, coincidint amb Martha Levisman en la preparació de l'exposició Homenatge a Le Corbusier, 60 anys després.
En la seva trajectòria com a investigadora mescla els camps d'història, arquitectura i crítica cultural, resultant en treballs marcats per un enfocament que situa a l'arquitectura en relació amb la política i amb la cultura, de manera que enriqueix la seva interpretació per no caure en un reduccionisme des de la mateixa disciplina, i amb l'objectiu de fer més comprensibles les circumstàncies externes que condicionen la producció i els significats de l'arquitectura.
És autora de més de 30 capítols de llibres i 4 llibres. Entre els seus eixos de treball destaquen la construcció de l'hàbitat i de la domesticidad a Argentina enfocant-se especialment en dos episodis històrics fonamentals, la influència del Peronisme i l'experiència cooperativa de la Llar Obrera, treballs que culminen, de moment, en la publicació amb Jorge Francisco Liernur en 2014 de la casa i la multitud: habitatge, política i cultura en l'Argentina moderna en el qual desgranen la seva lectura sobre la creació del dispositiu d'habitar a Argentina. Segons Cecilia Parera: 
“Els autors identifiquen una sèrie de moments claus en la construcció històrica del problema del fet d'habitar a Argentina, particularment en la seva relació amb l'Estat com a agent promotor […] La mirada històrica plantejada pels autors sobre aquestes qüestions, lluny de buscar receptes, pretén restituir la complexitat de l'objecte i la multiplicitat de veus a partir de la construcció d'una perspectiva cultural. […] els textos evidencien aportacions de l'antropologia, la sociologia i la història cultural, que de la mà d'autors com Michel Foucault, Pierre Bourdieu, Raymond Williams, Dolores Hayden i Michelle Perrot, entre punts altres inclosos en la bibliografia general –insumo de referència ineludible per a qualsevol treball sobre la temàtica–, han impulsat la renovació dels instruments d'anàlisis utilitzades fins ara per abordar aquestes qüestions”.
Entre les seves participacions en llibres col·lectius destaquen: The New Cultural History of Peronism: Power and Identity in Mid-Twentieth Century Argentina, El cost social de l'ajust, Argentina, 1976-2002, Història de la vida privada a Argentina i Cultura i comunicació en la Ciutat de Mèxic, Primera Part.
Ha participat i dirigit nombroses recerques com, entre altres: L'estat en acció. Polítiques públiques i societat a Argentina, del que ha estat Investigadora responsable entre 2002 i 2005 i prèviament (1999-2002) va ser directora del Programa de les relacions entre estat, economia i societat a Argentina. Sent un dels últims projectes Enginyeria i Estat: el Ministeri d'Obres Públiques entre 1898 i 1943, del qual és directora entre 2011 i 2013, projecte que es basa en articles de recerca previs en els quals indaga sobre la construcció del territori (real i simbòlic) i les carreteres, com a Quilòmetre zero: la construcció de l'univers simbòlic del camí en l'Argentina dels anys trenta o El rol del Ministeri d'Obres Públiques de la Nació en la construcció del territori nacional: coordenades i problemes d'una història institucional.
Anahí Ballent ha impartit classes en altres universitats Argentines, entre elles la Universitat Torcuato di Tella o la Universitat Nacional de Rosario, i americanes, com l'Escola dona Cidade en São Paulo, i ha participat en nombrosos congressos i conferències.